# یاکورودا
یاکورودا شهری در استان بلاگووگراد کشور بلغارستان است که جمعیت آن در سال ۲۰۰۱ میلادی ۶٬۱۳۹ نفر بوده‌است.